# 王友端
王友端（？—1860年），字汝仁，一字月川，安徽婺源（今屬江西省）人。清朝政治人物，官至浙江布政使，死於太平軍攻破杭州之役。

## 生平
王友端為道光二十七年（1847年）丁未科進士，咸豐二年（1852年）授戶部主事，歷遷員外郎、郎中。咸豐五年（1855年）出任浙江糧道。咸豐九年（1859年），代理浙江布政使。咸豐十年（1860年），太平軍準備進攻浙江，友端對巡撫羅遵殿建議道：「皖邊軍弱，湖州空虛，請速備廣德。」結果遵殿到情勢危急時才派兵，為時已晚。太平軍長驅直入，至杭州城下，友端又建議在湧金門、清波門修筑壕溝，為犄角之勢，不被羅遵殿采納。太平軍以穴道攻城，友端懸賞三千，招募敢死隊縋城攻擊，因遇雨火器不燃而敗。臨死前，在衣衿上自書「浙江布政使王友端」八字。朝廷追贈騎都尉世職，諡貞介。《清史稿》有傳。